# Antonio Di Bella
Antonio Luca Di Bella (Milano, 16 marzo 1956) è un giornalista e conduttore televisivo italiano.

## Biografia
Figlio del giornalista Franco Di Bella, direttore del Corriere della Sera dal 1977 al 1981, comincia a collaborare con la redazione regionale milanese della Rai nel 1978. Diventa in breve tempo il cronista di punta della redazione e lavora molto spesso per il TG1 e per il TG2. Corrispondente del TG3 da New York e conduttore dell'edizione di mezza sera del telegiornale nei primi anni novanta, torna nel 1996 alla redazione di Milano diventandone il responsabile. Nel 1998 assume la carica di codirettore della testata TG3-TGR, per un breve periodo unificata. Dall'agosto 2001 all'ottobre 2009 è stato direttore del TG3. Durante la sua direzione, tra l'altro, nasce il programma d'approfondimento Linea Notte. Nel 2012 gli è stato attribuito il Premio America della Fondazione Italia USA, della quale nel 2019 è entrato a far parte del comitato scientifico.

### Direzione di Rai 3
Il 25 novembre 2009 lasciò dopo otto anni la direzione del TG3 (ruolo in cui lo sostituì Bianca Berlinguer) e venne nominato direttore di Rai 3 dal Consiglio di amministrazione della Rai, succedendo a Paolo Ruffini, con otto voti a favore e un voto contrario (quello del consigliere del Partito Democratico Nino Rizzo Nervo). Sotto la sua direzione c'è stata la chiusura dei programmi per ragazzi di Rai 3 (Melevisione, Trebisonda e GT Ragazzi), dello storico programma Mi manda Raitre e di Cominciamo bene.
La nomina di Di Bella scatenò numerose polemiche da parte dell'area cattolica del PD. Essa era ritenuta un atto di discriminazione politica nei confronti del suo predecessore Paolo Ruffini, in quanto i programmi ideati durante la direzione Ruffini potevano risultare scomodi all'allora presidente del Consiglio Silvio Berlusconi. Appena Di Bella venne nominato dichiarò di difendere i programmi ideati sotto la direzione di Ruffini (Che tempo che fa, Parla con me, Ballarò e Glob - L'osceno del villaggio). Sotto la breve direzione di Di Bella ci furono comunque alcuni cambiamenti, come l'approdo della trasmissione radiofonica di Rai Radio 2 Caterpillar, l'arrivo di una nuova trasmissione Vieni via con me condotta da Roberto Saviano e da Fabio Fazio.
Di Bella, dopo la sentenza del 28 maggio 2010 che reintegrava il predecessore Paolo Ruffini alla direzione della terza rete, dichiarò che finché il CdA della Rai non l'avesse nominato suo successore lui avrebbe continuato a svolgere il suo ruolo in modo da evitare l'entrata alla direzione della rete di un terzo soggetto. L'8 giugno 2010 Paolo Ruffini venne reintegrato alla direzione di Rai 3 e il palinsesto ideato da Di Bella non subì profonde variazioni. Di Bella non ricoprì alcun incarico fino al 29 ottobre 2010, annunciando tuttavia alla trasmissione Caterpillar che sarebbe diventato corrispondente per il TG1 da New York al posto di Giulio Borrelli (diretto verso il pensionamento).

### Corrispondenza da New York
Dopo un periodo di inattività all'interno della Rai, fino al 27 settembre 2011 e dal 14 settembre 2020 Di Bella diventa corrispondente a New York per il TG1 prendendo il posto di Giulio Borrelli. Da quando è a New York, ha aperto anche un profilo su Facebook dove pubblica sulla bacheca i servizi realizzati per conto della Rai.

### Ritorno a Rai 3
Il 28 settembre 2011 il consiglio di amministrazione della Rai ha nominato Di Bella nuovo direttore di Rai 3, prendendo nuovamente il posto di Paolo Ruffini che passò a dirigere LA7. Questa nomina, a differenza della precedente, non fu votata quasi all'unanimità, ma ricevette solo i voti dei consiglieri del PD, dell'UDC e del presidente Paolo Garimberti il cui voto, vista l'assenza del consigliere Angelo Maria Petroni, valeva per due.
Una delle sue prime dichiarazioni, fatte nelle trasmissioni di Rai Radio 2, fu di voler riportare a Rai 3 Serena Dandini e Philippe Daverio. Di Bella come direttore decise di puntare la linea editoriale della rete verso l'informazione, infatti dopo un mese dal suo insediamento è nato il programma La crisi. In ½ h, programma d'approfondimento condotto da Lucia Annunziata in onda alle 20 fino a metà dicembre.
Nel dicembre 2011 ha chiuso temporaneamente lo storico programma Mi manda Raitre, in grave flessione negli ascolti. A marzo 2012 iniziano invece a lavorare per la rete Luisella Costamagna con Robinson e Fabio Volo con Volo in diretta.

### Corrispondenza da Parigi
Concluso il mandato di direttore di Rai 3 il 23 dicembre 2012, viene nominato corrispondente Rai a Parigi. In questa veste segue l'attentato alla sede di Charlie Hebdo e gli attentati del 13 novembre 2015, avvenuti entrambi nella capitale francese.

### Direzione di Rai News
Il 3 febbraio 2016 è stato nominato nuovo direttore della struttura Rai News (controllante il canale Rai News 24, il servizio Televideo e il portale web Rainews.it) da parte del consiglio di amministrazione della Rai, succedendo alla direzione ad interim di Mirella Marzoli e Giancarlo Giojelli. Inoltre, dal lunedì al venerdì conduce su Rai News 24 la rubrica Telegram. Il 29 luglio 2020 lascia la direzione di Rai News per ritornare negli Stati Uniti con il doppio ruolo di corrispondente e di conduttore, con Lucia Annunziata, di un supplemento di Mezz'ora in più.

#### Nuove direzioni Rai
Il 14 dicembre 2021 è nominato fra i nuovi direttori di genere alla « Direzione Day Time » che si occupa dei programmi di intrattenimento nell'arco della giornata. L'8 giugno 2022 assume la delega a Direttore degli Approfondimenti.

#### Con TV 2000
Dal 6 marzo 2024 Di Bella conduce per l'emittente TV 2000 il programma serale, al mercoledì, dedicato ad approfondire temi d'attualità italiana e internazionale col nome Di Bella sul 28.

### Radio[7]
Ha condotto nella stagione 2011-2012 la trasmissione di Radio 2 Caterpillar (prima con Massimo Cirri e Paolo Maggioni, poi con Maggioni e Sara Zambotti), con cui ha iniziato a collaborare quando era caporedattore del TGR Lombardia formando i corrispondenti della trasmissione. Nel periodo in cui ha diretto il TG3 anticipava tutti i lunedì sera qualche titolo dalla scaletta del TG3, di Primo Piano e cantava canzoni da lui composte su temi di attualità. Dopo essere stato nominato direttore di Rai 3, Di Bella ha continuato ad avere la rubrica settimanale all'interno del programma di Radio 2, dando consigli di investimento e di lettura agli ascoltatori, collaborazione che continua ancora.